# Nebula-H
Nebula-H — бельгийский проект Deranged Psyche и Mika Goedrijk.

## История
Летом 2001 года появляется группа Nebula-H, состоящая из Deranged Psyche (стихи, вокал) и Mika Goedrijk. В конце 2006 года к дуэту присоединяется Noa для работы над третьим альбомом. Звучание Nebula-H находится около стилей EBM, techno, trance, Драм-н-бейс и вокруг.
После записи пары треков Nebula-H попадает на бельгийский лейбл Alfa Matrix. Летом 2001 года выпускается MCD «Twilight Zone». Трек «Twilight Zone» становится международным клубным успехом. 1 ноября 2001 года Nebula-H выпускает дебютный альбом «H». В поддержку альбома на живые выступления был приглашён Peggy Kurstjens aka Goahoma.
Запись 2-го альбома «H20» началась в 2003 году, он стал более танцевальным относительно «H». Песни «Symbiosis» и «Mobilis In Mobile» стали новыми хитами.
Третий альбом Nebula-H начала записывать ещё в 2006 году. Noa — новый участник группы взял сочинительство в свои руки. Альбом «rH» появляется 23 мая 2008 года. На нём представлено сотрудничество с такими коллективами как: Foochow, Propulsion, Trimetrick, Psy'Aviah и Ex.es (новый проект Nebula-H с вокалом Deranged Psycge и играющим Noa).

## Дискография

### Альбомы
- - H (31 октября 2002)
  - H2O (29 ноября 2004)
  - rH (23 мая 2008)